# La Cardenchosa (Badajoz)
La Cardenchosa es una pedanía del municipio español de Azuaga, perteneciente a la provincia de Badajoz, en la comunidad autónoma de Extremadura.

## Situación
Se sitúa muy cerca al límite provincial con Córdoba, en el sureste de la provincia de Badajoz. Pertenece a la comarca de Campiña Sur y al  Partido judicial de Llerena.

## Historia
La zona de La Cardenchosa de Azuaga es riquísima en restos arqueológicos, son muchos los dólmenes, algunos de ellos estudiados por el ilustre José Ramón Melida. También encontramos en la aldea, en una de sus calles, un menir. En los alrededores se localizan varios asentamientos prehistóricos, “Castros”. La fertilidad de sus tierras y la abundancia de agua propiciaría el asentamiento humano desde aquellas épocas, prolongándose tanto en época romana como árabe.
En la reconquista se nombra a La Cardenchosa como lugar de Azuaga. En el siglo XVI los visitadores de la orden se Santiago ordenan ampliar la iglesia de la Paz, aún en construcción debido al gran número de fieles que acuden a ella.
A la caída del Antiguo Régimen la localidad se constituye en pedanía dependiente de Azuaga en la región de Extremadura. Desde 1834 quedó integrado en el Partido judicial de Llerena.
Hacia mediados del siglo XIX, el lugar, ya por entonces perteneciente a Azuaga, tenía contabilizadas 53 casas. La localidad aparece descrita en el quinto volumen del Diccionario geográfico-estadístico-histórico de España y sus posesiones de Ultramar de Pascual Madoz de la siguiente manera:

CARDENCHOSA: ald. en la prov. de Badajoz, part. jud. de Llerena, térm. de Azuaga. sit. en un llano al N. de su matriz, goza del mismo clima y temperamento: tiene 53 casas y 1 igl. con la advocacion de Ntra. Sra. de la Paz, aneja á la parr. de Azuaga, y servida por un teniente que reside en la misma v. y es de nombramiento del parr. No tiene térm. propio, todas las circunstancias del terreno, prod. y riqueza Veanse en Azuaga: á las inmediaciones de las casas, se hallan algunas huertas y fuentes para el uso de los vec. que tambien se aprovechan de un arroyuelo llamado del Cañaveral.
(Madoz, 1846, p. 553)

En 2024 tenía empadronados 101 habitantes.

## Patrimonio
Iglesia parroquial católica bajo la advocación de Nuestra Señora de la Paz, en la archidiócesis de Mérida-Badajoz. Es uno de los mejores ejemplos de arquitectura religiosa rural de Extremadura. Conserva su estructura casi intacta e incluso ciertas dependencias singulares, como la casa del ermitaño.
Menhir prehistórico. En una calle de la localidad podemos contemplar un enterramiento prehistórico. 
Lavadero público y noria. conjunto de gran valor etnografico. se localiza a la entrada de la piscina municipal. 
Pilar y abrevadero. Se localiza en una de las entradas de la aldea y junto al arroyo mimbreruelo. Aún hoy día la aldea se abastece del agua de este manantial.